# ハンス・ファイヒンガー
ハンス・ファイヒンガー（ファイインガー、Hans Vaihinger, ドイツ語: [hans ˈfaɪɪŋɐ]; 1852年9月25日 - 1933年12月18日）は、ドイツの哲学者。カント研究者として、また『「かのように」の哲学（Die Philosophie des Als Ob）』の著者として知られる。同著は1911年に出版されたが、それよりも30年以上前にすでに執筆は完了していた。

## 略歴
ファイヒンガーはドイツのテュービンゲン付近の町、ヴュルテンベルクのネーレンに生まれ、「非常に宗教的な雰囲気」と本人が語る環境で育った。テュービンゲン大学（テュービンゲン・シュティフトという寄宿寮に滞在）、ライプツィヒ大学、ベルリン大学で学ぶ。その後、ストラスブール大学でチューター、そして哲学教授に就任し、1884年にハレ大学に移籍、同大学では1892年に正教授に昇進した。

## 「かのように」の哲学
『かのようにの哲学（Die Philosophie des Als Ob）』において、ファイヒンガーは、人間は世界の根底にある現実を本当に知ることは決してできず、その結果、人々は思考システムを構築し、それが現実と一致すると仮定すると主張した：人々は世界が自分たちのモデルと一致する「かのように」振る舞う。特に、彼は陽子、電子、電磁放射線などの物理科学からの例を用いた。これらの現象は直接観察されたことはないが、科学はそれらが存在すると仮定し、そのふりをし、これらの仮定に基づいて行われた観察を使用して、新しくより良い構成概念を作り出す。
ファイヒンガーは、特にカント:vii–ix, xxiii–xlviiiとヘルマン・ロッツェという数人の先駆者を認め、フリードリヒ・アルベルト・ランゲによって自説が正当化されたと感じたと書いた:XIIIが、ジェレミ・ベンサムの『虚構の理論（Theory of Fictions）』については、人生の最後に翻訳者のチャールズ・ケイ・オグデンによって注意を喚起されるまで知らなかった:v–vi。
著作の英語版の序文で、ファイヒンガーは虚構主義の原理を次のように表現した：「理論的な非真実性または不正確性、そしてそれゆえにその虚偽性が認められるアイデアは、そのために実践的に価値がなく無用であるというわけではない。なぜなら、そのようなアイデアは、理論的には無価値であるにもかかわらず、実践的には大きな重要性を持つ可能性があるからである」:viii。さらに、ファイヒンガーは、自身の哲学が懐疑主義の一形態であることを否定した。なぜなら、懐疑主義は疑うことを意味するのに対し、彼の「かのように」哲学では、明らかに偽りの虚構を受け入れることが、合理的な答えのない問題に対する実用的な非合理的解決策として正当化されるからである。
しかし、この意味での虚構は、ファイヒンガーによれば「半虚構または準虚構」に過ぎない。むしろ、「真の虚構」とは、「現実と矛盾するだけでなく、それ自体が自己矛盾する」ものである。例えば、原子の概念や「物自体」がそうである。しかし、この2つのタイプは「互いに明確に区別されるわけではなく、移行によって結ばれている。思考は現実からのわずかな初期の逸脱（半虚構）から始まり、次第に大胆になり、最後には事実に反するだけでなく自己矛盾する構成概念を操作するようになる」:16。
しかし、この哲学は科学だけにとどまらない。世界が明日も存在するかどうかは確信できないが、通常はそうだと仮定する。個人心理学の創始者であるアルフレッド・アドラーは、ファイヒンガーの有用な虚構の理論に深く影響を受け、心理的虚構の考えを虚構の最終目標という人格構成概念に組み込んだ。
ファイヒンガーの「かのように」の哲学は、ジョージ・ケリーのパーソナル・コンストラクト理論の基礎となる中心的前提の1つとみなすことができる。ケリーは、ファイヒンガーが自身の理論に影響を与えたことを認めており、特に、我々の構成概念は客観的現実の表象というよりも有用な仮説として見るべきだという考えに影響を受けた。ケリーは以下のように書いている：「ファイヒンガーの『かのように』哲学は心理学にとって価値がある（...）ファイヒンガーは『かのように』の哲学と呼ぶ哲学体系を発展させ始めた。その中で彼は、神と現実は最もよくパラダイムとして表現されるかもしれないという思考体系を提示した。これは、神や現実が人間の認識の領域における他の何かよりも確実性が低いということではなく、人間に直面するすべての事柄は仮説的な方法で最もよく考えられるべきだということを意味していた」。
フランク・カーモードの『終りの意識――虚構理論の研究（The Sense of an Ending）』（1967年、邦訳1991年）は、物語性の有用な方法論者としてファイヒンガーに言及した初期の例である。彼は「文学的虚構はファイヒンガーの『意識的に偽りのもの』というカテゴリーに属する。それらは仮説のように証明や反証の対象とはならず、ただその操作的有効性を失った場合には無視されるだけである」と述べている。
後にジェイムズ・ヒルマンは、心理的虚構に関するファイヒンガーとアドラーの両者の研究を、著作『癒やしの虚構（Healing Fiction）』の中心的テーマへと発展させた。その中で彼は、「意味を見通す」（同著p.110）のではなく文字通りに受け取る傾向を、神経症や狂気と同一視する、より理解しやすい議論の一つを展開している。

## 批判的受容
ファイヒンガーの生前、彼の著作はドイツ国内と海外、特にアメリカ合衆国で広く受容された。1924年に『かのようにの哲学（Philosophy of As If）』の英語版が出版されたときには、1911年出版のドイツ語版原著はすでに第六刷まで出ていた。しかし、アメリカのジャーナリスト、ヘンリー・ルイス・メンケンは同著を痛烈に批判し、「既存の全ての思想体系への脚注」にすぎない、重要性を欠いた仕事だと酷評した。また、ファイヒンガーは論理実証主義者たちにも批判され、「そっけなく、軽蔑的な言及」を受けた。
ファイヒンガーの死後、第二次世界大戦を受けて知的世界の状況が大変貌したこともあり、彼の著作は哲学者からはほとんど注意を向けられることはなくなった。彼の思想から学ぼうとするのは、ケリーのような心理学者や、カーモードのような著述家のみになってしまったのである。しかし、文学研究者たちは穏やかにではあるが関心を持ち続けており、最近では「ファイヒンガーの影響を受けた批評的文献」がいくつか出版されている。アメリカの哲学者アーサー・ファインはファイヒンガーを再評価し、ファイヒンガーは実際のところ「モデル構築を成し遂げた20世紀における秀でた哲学者」と位置づけている。ファイヒンガーの影響力はそれ以来、顕著に増しており、科学哲学において最近流行している虚構主義（fictionalism）運動は、彼の貢献を歴史的先駆者かつインスピレーション源として捉えている。

## 著作
- 1876 Hartmann, Dühring und Lange (Hartmann, Dühring and Lange)
- 1897-1922 Kant-Studien, 創刊者、編集主幹
- 1899 Kant — ein Metaphysiker? (Kant — a Metaphysician?)
- 1902 Nietzsche Als Philosoph (Nietzsche as Philosopher)
岩永達郎編訳「落穂拾い――ニーチェ論（1）哲人としてのニーチェ（1902）」、『明治大学教養論集』(201), pp.121-152, 1987-03
岩永達郎編訳「落穂拾い――ニーチェ論（1）哲人としてのニーチェ（1902）」、『明治大学教養論集』(211), pp.163-191, 1988-03
- 1906 Philosophie in der Staatsprüfung. Winke für Examinatoren und Examinanden. (Philosophy in the Degree. Cues for teachers and students.)
- 1911 Die Philosophie des Als Ob (Philosophy of 'As if')
- 1922 Commentar zu Kants Kritik der reinen Vernunft (Commentary on Kant's Critique of Pure Reason), edited by Raymund Schmidt
- 1924 The Philosophy of 'As if': A System of the Theoretical, Practical and Religious Fictions of Mankind, Translated by C. K. Ogden, Barnes and Noble, New York, 1968 (First published in England by Routledge and Kegan Paul, Ltd., 1924).

### 論文
- ファイヒンガーハンス, 渡邉浩一「「認識論」という語の起源について」『人間存在論』第19巻、京都大学大学院人間・環境学研究科『人間存在論』刊行会、2013年7月、55-68頁、ISSN 1341-2698。